# Trimerotropis flavipennis
Trimerotropis flavipennis är en insektsart som först beskrevs av Philippi 1863.  Trimerotropis flavipennis ingår i släktet Trimerotropis och familjen gräshoppor. Inga underarter finns listade i Catalogue of Life.